# Districte de Khasi Hills
El districte de Khasi Hills fou una entitat administrativa de Meghalaya que es va crear el 22 de febrer de 1972 quan Meghalaya es va separar d'Assam. Estava format per la part central de l'antic districte de Khasi and Jaintia Hills. La capital era Shillong. Es va crear inicialment amb el nom de United Khasi-Jaintia Hills District (tot i que ja les muntanyes Jaintia n'havien estat separades per formar el districte de Jowai), nom que fou canviat el 14 de juny de 1973 a Districte de Khasi Hills.
El 1976 va quedar dividit en dos districtes:
- Districte d'East Khasi Hills
- Districte de West Khasi Hills